# Cuculus saturatus
Cuculus saturatus (лат.) — вид птиц из семейства кукушковых (Cuculidae). Его гнездовой ареал простирается от Гималаев на восток до южного Китая и Тайваня. На зимовку он мигрирует в юго-восточную Азию и на Большие Зондские острова.

## Систематика
Ранее под этим латинским названием был известен широкоареальный вид, глухая кукушка, включавший несколько подвидов, заселяющих большую часть Азии. Однако, в 2005 году было установлено, что этот «вид» состоит из трёх отдельных эволюционных линий, каждая из которых заслуживает видового ранга:
- Cuculus (saturatus) saturatus
- Глухая кукушка, Cuculus (saturatus) optatus
- Cuculus (saturatus) lepidus — кукушка, обитающая на Больших Зондских островах.

В настоящее время они, как правило, рассматриваются как отдельные виды. Как типовой экземпляр бывшей Cuculus saturatus sensu lato происходит из Гималаев, имя saturatus  относится к именно к этому виду.

## Биология
На склонах Гималаев населяет лесистые подножья и сады на высотах 1500—3200 м. Описание крика — громкое, далеко разносящееся, похожее на крик удода «уп-пуп-пуп-пуп» — напоминает крик глухой кукушки.
Гнездовой паразит. Хозяева пеночки (Phylloscopus) и расписные славки (Seicercus). Среди хозяев отмечали корольковидную пеночку (Phylloscopus reguloides), горную пеночку (Phylloscopus trivirgatus) и рододендровую короткокрылую камышовку (Cettia major). Яйца беловато-телесного цвета с рыже-коричневым крапинками и линиями, сгущающимися на тупом конце (что также напоминает глухую кукушку).